# Palle Jensen
Palle Jensen (født 8. januar 1953 i Sønderborg) er en tidligere dansk håndboldspiller som deltog i Sommer-OL 1976 og i Sommer-OL 1980.
I 1976 var han med på Danmarks håndboldlandshold som endte på en ottende under Sommer-OL. Han spillede i alle seks kampe og scorede ti mål.
Han spillede håndbold for klubben Holte IF.
Fire år senere kom han på en niende med de danske hold under Sommer-OL 1980. Han spillede i fem kampe og scorede otte mål.
Han er nu ansat som overlærer på Virum Skole i Danmark.